# Fotbal Club Argeș Pitești
Maillots
Actualités
Dernière mise à jour : 26 septembre 2024.
Le Fotbal Club Argeș Pitești est un club roumain de football basé à Pitești.
L'équipe a été fondée à l'origine sous le nom de Dinamo Pitești en 1953 et a fait ses débuts au plus haut niveau roumain lors de la saison 1961–62. En 1967, il change son nom en Argeș Pitești. L'âge d'or des « Blancs-Violets » remonte aux années 1970, lorsqu'ils remportent le titre national à deux reprises. Nicolae Dobrin, trois fois élu footballeur roumain de l'année, faisait partie de l'équipe pendant cette période, ce qui en a fait un symbole du club au fil des ans.
Le FC Argeș a accumulé plus de 40 saisons en première division et joue traditionnellement ses matchs à domicile au stade Nicolae Dobrin, qui a une capacité de 15 000 places.

## Historique
- 1953 : fondation du club sous le nom Dinamo Pitești
- 1961 : 1re participation au championnat de 1re division (saison 1961/1962)
- 1966 : 1re participation à une Coupe d'Europe (C3, saison 1966/1967)
- 1968 : le club est renommé FC Argeș Pitești

## Palmarès
| Compétitions nationales | Compétitions internationales |
| - Championnat de Roumanie - Champion : 1972, 1979 - Vice-champion : 1968, 1978 - Championnat de Roumanie de deuxième division - Champion : 1961, 1963, 1994, 2008 - Vice-champion : 2020 - Coupe de Roumanie - Finaliste : 1965 | Anciennes compétitions - Coupe des villes de foires - Meilleure performance : huitième de finaliste 1967 - Coupe des Balkans - Finaliste : 1984, 1985, 1988 |

## Anciens joueurs

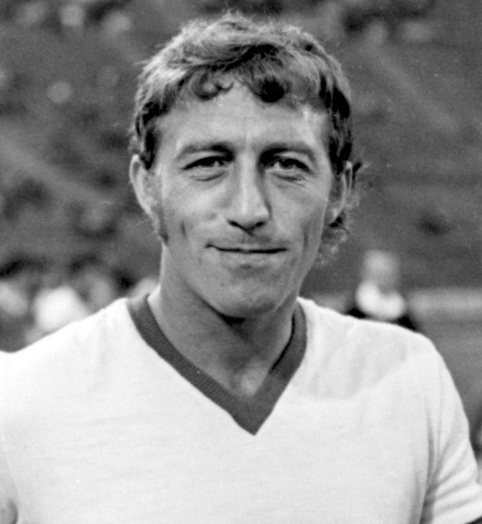
Nicolae Dobrin, le meilleur joueur du Argeș Pitești.

- Constantin Barbu
- Ilie Bărbulescu
- Marius Bilașco
- Paul Codrea
- Nicolae Dică
- Mihai Drăguș
- Nicolae Dobrin
- Constantin Frățilă
- Bogdan Mara
- Florin Motroc
- Adrian Mutu
- Valentin Năstase
- Adrian Neaga
- Emil Sǎndoi
- Constantin Stancu
- Marin Radu
- Cristian Tănase
- Ion Vlădoiu

## Anciens entraîneurs
- Titus Ozon
- Ion Moldovan
- Giuseppe Giannini